# Pietro Santin
Pietro Santin - Rino (Rovinj, 6. rujna 1934. - Cava dei Tirreni, 29. prosinca 2017.), talijanski nogometaš, nogometni trener

## Životopis
Rođen u Rovinju. Nakon Drugog svjetskog rata obitelj mu je emigrirala u Italiju, u gradić Cava dei Tirreni kraj Salerna u Kampaniji. Tamo počinje igrati nogomet za lokalni Cavese.
Bio je vezni igrač, a vrhunac karijere bio mu je nastup za SPAL iz Ferrare u talijanskoj prvoj ligi (Serie A) 1957./58. Igrao je u desetak klubova do 1970., a već od 1965. bio je i trener. Kao trener naviše je pružio u klubu iz kojeg je ponikao: Cavese je u sezoni 1982/83. doveo nadomak Serie A, a povijesna klupska pobjeda, koja se u tom mjestu i danas slavi, bila je ona protiv Milana 7. studenoga 1982. na San Siru (2:1). Sljedeće sezone Santin je u Serie A kratko vodio Napoli. Trenirao je momčadi više od dvadeset talijanskih nogometnih klubova, većinu na nižim natjecateljskim razinama, a u Serie B Bolognu, Lecce, Cataniju, Catanzaro i Ternanu. Trenersku karijeru je zaključio 2006. na klupi Latine. U Cavi dei Tirreni dugo je godina bio počasni predsjednik društva Sogno Cavese koje okuplja prijatelje, navijače i sponzore lokalnog nogometnog kluba.